# Клей (округ, Міссісіпі)
Шаблон:StateAbbr_ 33°39′ пн. ш. 88°46′ зх. д. / 33.65° пн. ш. 88.77° зх. д.
Округ Клей (англ. Clay County) — округ (графство) у штаті Міссісіпі, США. Ідентифікатор округу 28025.

## Історія
Округ утворений 1871 року.

## Демографія
За даними перепису
2000 року
загальне населення округу становило 21979 осіб, зокрема міського населення було 9594, а сільського — 12385.
Серед мешканців округу чоловіків було 10354, а жінок — 11625. В окрузі було 8152 домогосподарства, 5888 родин, які мешкали в 8810 будинках.
Середній розмір родини становив 3,19.
Віковий розподіл населення поданий у таблиці:
| Стать    | До 15 років | 15-21 | 22-29 | 30-39 | 40-49 | 50-65 | 65-85 | Понад 85 |
| -------- | ----------- | ----- | ----- | ----- | ----- | ----- | ----- | -------- |
| Чоловіки | 2651        | 1321  | 1058  | 1238  | 1516  | 1504  | 953   | 113      |
| Жінки    | 2556        | 1248  | 1172  | 1538  | 1693  | 1597  | 1531  | 290      |

## Суміжні округи
- Чикасо — північ
- Монро — північний схід
- Лаундс — південний схід
- Октіббега — південь
- Вебстер — захід

## Виноски
1. ↑  U.S. Decennial Census. United States Census Bureau. Архів оригіналу за 26 квітня 2015. Процитовано 3 листопада 2014.
2. ↑  Historical Census Browser. University of Virginia Library. Архів оригіналу за 11 Серпня 2012. Процитовано 3 листопада 2014.
3. ↑  Population of Counties by Decennial Census: 1900 to 1990. United States Census Bureau. Архів оригіналу за 28 Грудня 2014. Процитовано 3 листопада 2014.
4. ↑  Census 2000 PHC-T-4. Ranking Tables for Counties: 1990 and 2000 (PDF). United States Census Bureau. Архів оригіналу (PDF) за 18 Грудня 2014. Процитовано 3 листопада 2014.
5. ↑  State & County QuickFacts. United States Census Bureau. Архів оригіналу за 8 липня 2011. Процитовано 3 вересня 2013.(англ.) Наведено за англійською вікіпедією.
6. ↑  American FactFinder. Бюро перепису населення США. Архів оригіналу за 29 липня 2011. Процитовано 31 січня 2008.

| США | Це незавершена стаття з географії США. Ви можете допомогти проєкту, виправивши або дописавши її. |